# غرهام هودسون
غرهام هودسون (بالإنجليزية: Grahame Hodgson)‏ هو لاعب اتحاد الرغبي بريطاني، ولد في 1 ديسمبر 1936 في Ogmore Vale ‏ في المملكة المتحدة، وتوفي في 23 يناير 2016.